# Foe
Foe är en amerikansk thriller- och dramafilm från 2023. Filmen är regisserad av Garth Davis, efter ett skrivet av Davis och Iain Reid. Filmen är baserad på Reids roman från 2018 med samma namn.

## Handling
Filmen kretsar kring paret Hen och Junior som driver ett jordbruk på en avskild plats och som har funnits i Juniors familj i generationer. En dag dyker en främling upp med ett häpnadsväckande förslag.

## Rollista (i urval)
- Saoirse Ronan - Hen
- Paul Mescal - Junior
- Aaron Pierre - Terrance